# Citroën M35
Der Citroën M35 war ein Prototyp des französischen Automobilherstellers Citroën zur Erprobung des Wankelmotors. Das Fahrzeug wurde von Ende 1969 bis zum Frühjahr 1971 gebaut und an Vielfahrer in Frankreich verkauft.

## Geschichte

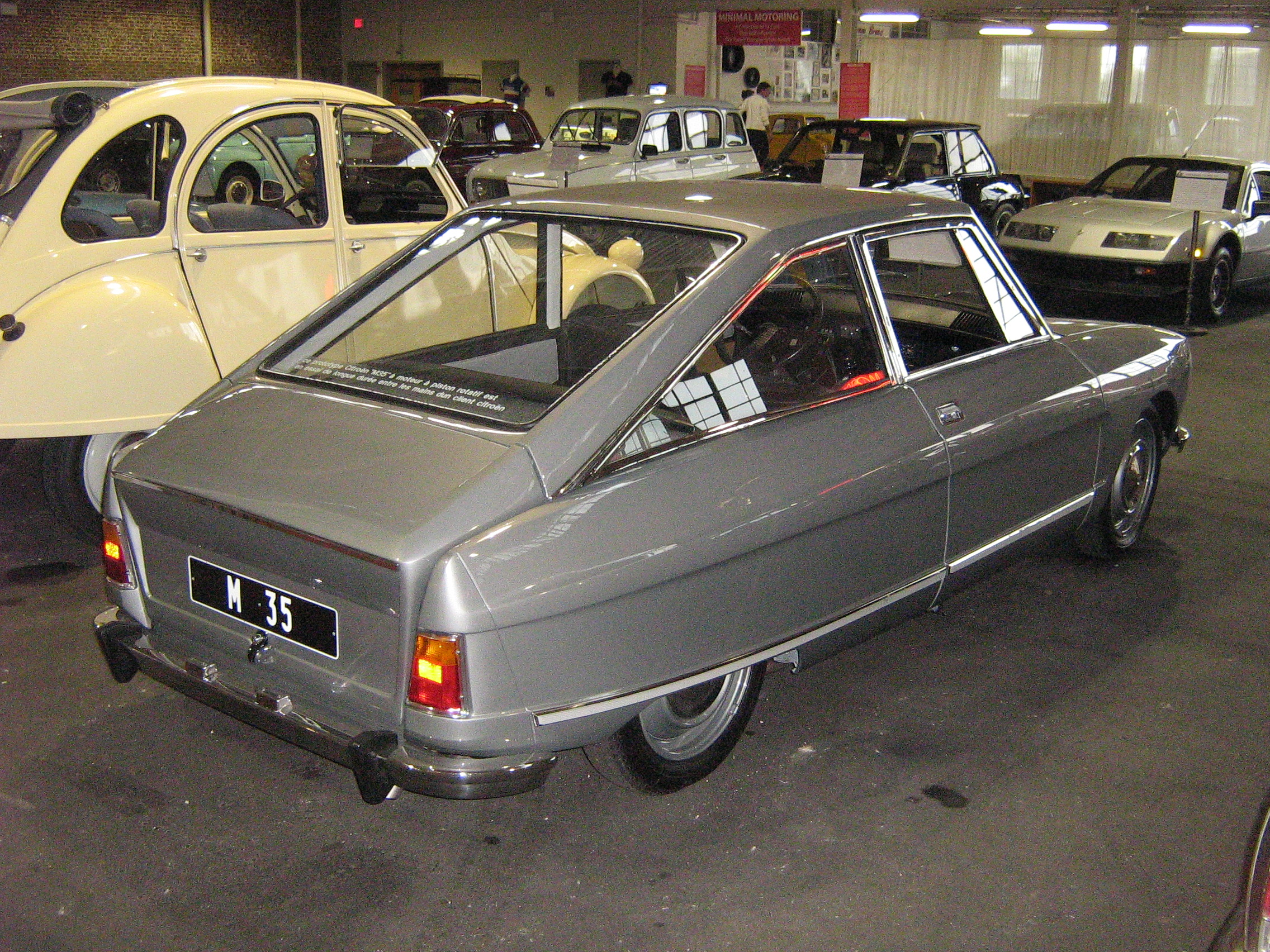
Heckansicht

Der ursprüngliche Plan war es, 500 Fahrzeuge des M35 zu bauen. Dieses Vorhaben wurde jedoch rasch aufgegeben: es entstanden nur 267 Exemplare, die zu Testzwecken an ausgewählte Kunden verkauft wurden. Nach dem Ende der Testphase versuchte Citroën die Fahrzeuge zurückzukaufen, um keine Ersatzteile bevorraten zu müssen. Nach dem Jahr 2000 sind immer wieder Fahrzeuge aus Sammlungen oder Garagen aufgetaucht, so dass man heute davon ausgehen kann, dass europaweit noch ca. 80 Exemplare des M35 existieren. Eines der wenigen Fahrzeuge, die in Deutschland vorhanden sind, ist im Museum Autovision ausgestellt.
Der M35 wurde vom Citroën Ami 8 abgeleitet, das Fahrgestell aber für die hydropneumatische Federung erheblich modifiziert. Die Coupé-Karosserie war sogar weitgehend eigenständig, so dass kaum mehr als die vorderen Kotflügel von der Limousine übernommen wurden. Obwohl fast nicht erkennbar, gab es sogar eine neu geformte Fronteinheit. Die hinteren Kotflügel kamen vom Lieferwagen des Ami 8, aufgrund der längeren Türen aber in verkürzter Form. Die Öffnung für den Kofferraum besaß andere Maße, obwohl die Klappe ebenfalls ähnlich wie bei der Limousine aussah. Scheinwerfer und Rückleuchten blieben aber unverändert. Die Karosserie fertigte Heuliez, die Endmontage fand wie beim Ami 8 in Rennes statt.
Die Karosserie des 815 kg schweren M35 war niedriger als die des Ami 8, aber genauso lang und breit. Seine hydropneumatische Federung mit geschweißten anstatt geschraubten Federkugeln war für kleinere Fahrzeuge besonders kostengünstig konstruiert und kam später im Citroën GS zum Großserieneinsatz. Die Hochdruckpumpe versorgte auch die Bremsanlage, es handelte sich aber noch um die Bremsen des Ami 8 mit Trommelbremsen hinten, während der GS vier Scheibenbremsen bekam. Auch das Armaturenbrett kam vom Ami 8, es gab aber eine Uhr und einen Drehzahlmesser. Lenkrad und Sitze waren mit schwarzem Leder überzogen.

## Motor

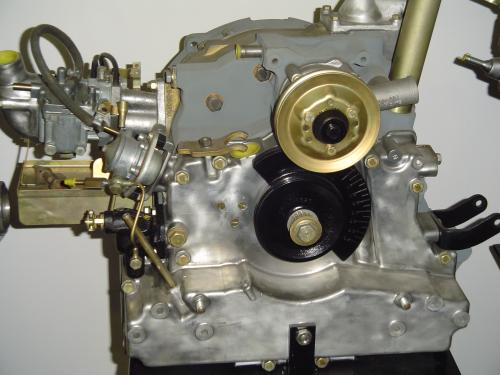
Wankelmotor des M35

Der Einscheiben-Wankelmotor war im Prinzip ein halber Motor des NSU Ro 80, also mit 497,5 cm³ Kammervolumen. Er leistete 36 kW (49 PS) bei 5500/min, das max. Drehmoment von 70 Nm lag bei 2745/min an. Das reichte für eine Höchstgeschwindigkeit von 144 km/h und eine Beschleunigung aus dem Stand auf 100 km/h in 19 s. Da das Comotor-Motorenwerk noch nicht fertig war, wurde der Motor in Neckarsulm hergestellt. Die Erkenntnisse aus dem Versuch verwendete man für den Citroën GS Birotor.

## Comotor
Ursprünglich planten Citroën und NSU einen gemeinsamen Wagen mit Wankelmotor, von denen NSU eine deutsche und Citroën eine französische Version verkaufen wollten. Zur Motorherstellung gründete man 1967 Comotor mit Sitz in Luxemburg. Dieses Unternehmen erhielt dann eine Wankelmotor-Lizenz für Straßenfahrzeuge und errichtete ein Werk im saarländischen Altforweiler. Dort sollten ab 1973 täglich zunächst 25 Wankelmotoren gefertigt werden; das Produktionsziel lag bei 500 Einheiten pro Tag, wozu ein weiterer Ausbau der Fabrik notwendig gewesen wäre. Nach Einstellung der Produktion übernahm Fred Ostermann die Werkshallen, um dort seine Windglider herzustellen. Als Volkswagen NSU übernahm, endete die deutsche Beteiligung, so dass Citroën alleine weitermachte. Heute erinnert die Comotorstraße in Altforweiler an das letztlich gescheiterte Projekt zur Herstellung von Wankelmotoren.